# Beobachtbares Universum

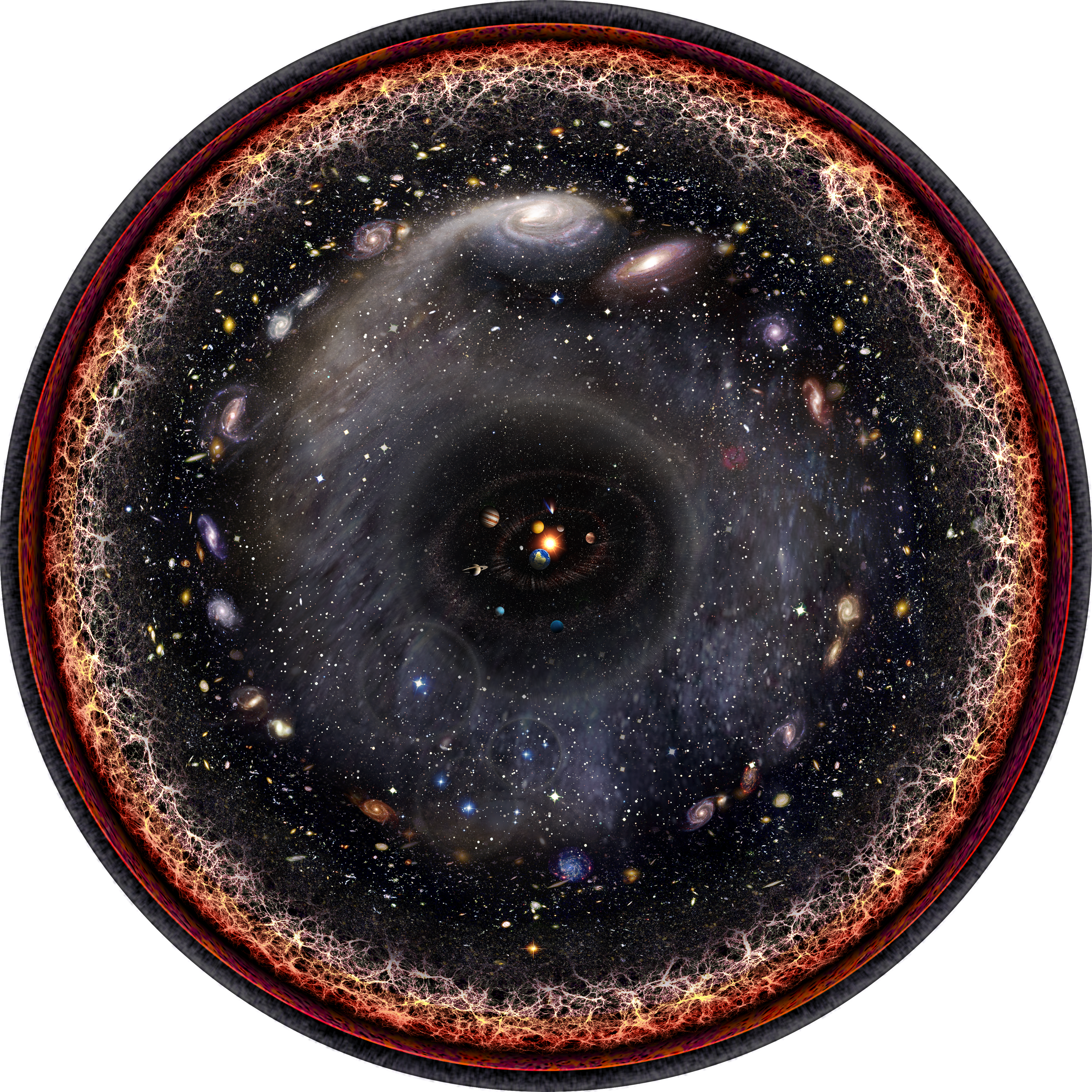
Künstlerische Darstellung des beobachtbaren Universums in logarithmischer Skalierung und Zentrierung auf das Sonnensystem. Abgebildet sind die inneren und äußeren Planeten des Sonnensystems, der Kuipergürtel, die Oortsche Wolke, Alpha Centauri, der Perseusarm, die Milchstraße, der Andromedanebel, Nachbargalaxien, Filamente und Voids, die kosmische Hintergrundstrahlung und der Plasmazustand kurz nach dem Urknall.

Das beobachtbare Universum ist im Standardmodell der Kosmologie der Teil des Universums, der im Prinzip von der Erde durch Beobachtung zugänglich ist.
Unter der Annahme, dass das Universum isotrop ist, besitzt das von der Erde aus beobachtbare Universum die Gestalt einer Kugel mit dem Beobachter auf der Erde im Mittelpunkt. Dies ist unabhängig von der Form des Universums im Ganzen. Es gibt verschiedene Ansätze, den Radius dieser Kugel zu bestimmen. Jeder Ort hat sein eigenes beobachtbares Universum, das sich mit dem eines anderen überlappen kann, aber nicht muss.

## Beobachtungshorizont
Der Beobachtungshorizont oder auch Partikelhorizont begrenzt den Teil des Universums, von dem die Erde seit dem Urknall Informationen erreicht haben können.
Die Entfernung bis zum Beobachtungshorizont ist jedoch nicht durch das Alter des Universums multipliziert mit der Lichtgeschwindigkeit gegeben. Sie beträgt also nicht 13,8 Milliarden Lichtjahre. Mit Daten, die der Planck-Satellit bereitstellte, wurde der Beobachtungshorizont auf 46,3 Milliarden Lichtjahre beziffert. Es ist nämlich zu berücksichtigen, dass sich das Universum weiter ausgedehnt hat, während sich das Licht vom Beobachtungshorizont zur Erde bewegte, d. h., bereits zurückgelegte Strecken sind nachträglich länger geworden.
Die entferntesten Objekte, deren Licht wir heute wahrnehmen können, befanden sich zu der Zeit, als sie dieses Licht aussandten, in einer Entfernung von gerade einmal 40 Millionen Lichtjahren zur Erde – kaum näher als der damalige Ereignishorizont. Heute trennen die Menschheit von diesen Objekten die besagten 46,3 Milliarden Lichtjahre. Da das jetzt von dort ausgesendete Licht einen Beobachter auf der Erde aber nicht mehr erreichen kann, gibt es keine Möglichkeit, jemals etwas über die derzeitigen Vorgänge in dieser Entfernung zu erfahren. Das Verhältnis dieser Entfernungen ist der Faktor der Expansion des Universums über diesen Zeitraum und zugleich die Rotverschiebung.
Oft wird auch die gleichwertige, umgekehrte Betrachtung zur Definition benutzt: Der Partikelhorizont ist dann die Kugeloberfläche, bis zu der lichtschnelle Strahlung vorgedrungen wäre, wenn sie am Standpunkt der Erde unmittelbar nach dem Urknall ausgesendet worden wäre und sich ungehindert hätte ausbreiten können.

### Zusammenhang mit dem Skalenfaktor
Die Entfernung zum heutigen Partikelhorizont {\displaystyle r_{p}} ergibt sich aus dem Integral über den Kehrwert der Skalenfunktion:
{\displaystyle r_{p}={c}\int _{0}^{t_{0}}{\frac {a_{0}}{a(t)}}\,\mathrm {d} t,}
wobei {\displaystyle c} die Lichtgeschwindigkeit ist und {\displaystyle t} die Zeit, die beim Urknall mit {\displaystyle a(0)=0} zu Null festgelegt wird. {\displaystyle t_{0}} ist gleich dem heutigen Weltalter. Die Größe {\displaystyle a(t)} ist der Skalenfaktor, der die jeweilige relative Ausdehnung des Universums angibt. {\displaystyle a_{0}} ist der heutige Wert des Skalenfaktors bei {\displaystyle t_{0}} und ist konventionell auf 1 festgelegt. Es gilt also {\displaystyle a_{0}=a(t_{0})=1}.
Wenn das Integral für ein gegebenes {\displaystyle a(t)} divergiert, so besitzt das zugehörige Universum keinen Partikelhorizont.

### Konforme Zeit
Das Integral wird konforme Zeit {\displaystyle \eta } genannt. Da {\displaystyle a(t)} schwierig zu berechnen ist, wandelt man das Integral so um, dass über die Rotverschiebung {\displaystyle z} oder den Skalenfaktor {\displaystyle a} integriert wird:
{\displaystyle \eta =\int _{0}^{t_{0}}{\frac {1}{a(t)}}\,\mathrm {d} t=\int _{0}^{a_{0}}{\frac {\mathrm {d} t}{a\cdot \mathrm {d} a}}\,\mathrm {d} a=\int _{0}^{1}{\frac {1}{a^{2}H(a)}}\,\mathrm {d} a=\int _{0}^{\infty }{\frac {1}{H(z)}}\,\mathrm {d} z}
Mit dem Expansionsfaktor {\displaystyle E=H/H_{0}} ergibt dies:
{\displaystyle \eta ={\frac {1}{H_{0}}}\int _{0}^{\infty }{\frac {1}{E(z)}}\,\mathrm {d} z={\frac {1}{H_{0}}}\int _{0}^{1}{\frac {1}{a^{2}E(a)}}\,\mathrm {d} a}
wobei {\displaystyle H_{0}} die Hubble-Konstante ist.
Die konforme Zeit für ein anderes Weltalter {\displaystyle t} bzw. Rotverschiebung {\displaystyle z(t)} oder Skalenfaktor {\displaystyle a(t)} ergibt sich durch Einsetzen des jeweiligen Wertes in die entsprechende Grenze des Integrals:
{\displaystyle \eta (t)={\frac {1}{H_{0}}}\int _{z(t)}^{\infty }{\frac {1}{E(z)}}\,\mathrm {d} z={\frac {1}{H_{0}}}\int _{0}^{a(t)}{\frac {1}{a^{2}E(a)}}\,\mathrm {d} a}

### Kosmische Hintergrundstrahlung als Grenze

Vereinfachte Darstellung des beobachtbaren Universums:
Zeitachse nach oben, Raumdimensionen waagerecht nach außen;
theoretischer Beobachtungshorizont als äußerer und kosmische Hintergrundstrahlung bzw. tatsächlicher Beobachtungshorizont als innerer Kegel,
zwischen beiden – hellgrau dargestellt – das undurchsichtige Plasma.
Die über die Zeit ungleichmäßige Expansion des Universums ist nicht dargestellt.

Darstellung des beobachtbaren Universums und seiner Horizonte mit Berücksichtigung der über die Zeit ungleichmäßigen Expansion des Universums. Die grau gestrichelten Linien zeigen den Hubblefluss.

In der Praxis ist für elektromagnetische Strahlung bei den meisten Wellenlängen der Beobachtungshorizont geringfügig näher, weil das frühe Universum für Licht undurchlässig war. Die am weitesten zurückliegende Information und damit die Information über die am weitesten entfernten Bereiche, die man über elektromagnetische Wellen erhält, stammt aus der Zeit von etwa 380.000 Jahren nach dem Urknall, als das Universum durchsichtig wurde. Diese als kosmische Hintergrundstrahlung bekannte Strahlung stammt also vom Rand des heute beobachtbaren Universums. Es besteht jedoch die Hoffnung, mittels Beobachtung der Neutrinostrahlung (CNB) bis zu 1 Sekunde nach dem Urknall zurückzublicken, und durch Messung von Gravitationswellen noch weiter. Beides liegt noch weit außerhalb der technischen Möglichkeiten.

### Rotverschiebung
Die Strahlung, die wir von einem Objekt beobachten, ist umso stärker rotverschoben, je näher es dem Beobachtungshorizont ist. Für Objekte direkt am Beobachtungshorizont ist die Rotverschiebung unendlich. Allerdings ist die Annahme falsch, dass sich Objekte am Beobachtungshorizont heute mit Lichtgeschwindigkeit von der Erde weg bewegen, wie man das bei einer Interpretation der kosmologischen Rotverschiebung als Dopplereffekt meinen könnte. Objekte am Beobachtungshorizont entfernen sich scheinbar mit mehr als 3-facher Lichtgeschwindigkeit von der Erde. Das steht nicht im Widerspruch zur Relativitätstheorie, weil die Expansion des Universums keine Bewegung im Raum, sondern eine Expansion des Raumes selbst ist. Heute ist, wie gesagt, auch keine Informationsübertragung von einem Objekt am Beobachtungshorizont zur Erde (oder umgekehrt) mehr möglich.

## Hubble-Radius
Der Hubble-Radius bezeichnet diejenige Entfernung, bei der die Geschwindigkeit einer entfernten Galaxie aufgrund der Expansion des Universums gerade der Lichtgeschwindigkeit {\displaystyle c} entspricht. Die zugehörige Sphäre wird dementsprechend auch Hubble-Sphäre genannt. Die Geschwindigkeit aufgrund der Expansion des Universums wird Flucht- oder Rezessionsgeschwindigkeit oder Hubble-Flow genannt. Der Hubble-Flow bestimmt sich nach dem Hubble-Gesetz innerhalb derselben Foliation gleichen Alters, kann also nicht unmittelbar beobachtet werden:
{\displaystyle v_{rez}=H(t)D(t)}
Der Hubble-Radius ist umgekehrt proportional zum Hubble-Parameter und berechnet sich gemäß:
{\displaystyle r_{H}={\frac {c}{H(t)}}}
Mitbewegte Objekte innerhalb der Hubble-Sphäre entfernen sich von der Erde mit einer Geschwindigkeit kleiner als {\displaystyle c}, Objekte außerhalb mit Überlichtgeschwindigkeit. Liegt zusätzlich zum Hubble-Flow eine Pekuliargeschwindigkeit vor, kann diese dazu addiert werden. Ein ausgehendes Photon am Hubble-Radius würde sich beispielsweise mit {\displaystyle 2\,c} von der Erde entfernen und ein eingehendes mit {\displaystyle 0\,c}.
Der Hubble-Radius vergrößert sich mit dem Akzelerationsparameter oder auch Bremsparameter {\displaystyle q} mit einer Geschwindigkeit von derzeit {\displaystyle 0{,}4725\,c}.
{\displaystyle v_{rH}=c(1+q)=c\left(1-{\frac {a{\ddot {a}}}{{\dot {a}}^{2}}}\right)}
Der momentane Hubble-Radius beträgt etwa 14,4 Milliarden Lichtjahre. Eine Rotverschiebung {\displaystyle z} lässt sich nicht sinnvoll zuordnen, da Licht die Erde noch nicht erreicht hat. Ein Objekt, das wir heute sehen, und das eine mitbewegte Entfernung des Hubble-Radius aufweist, hat eine Rotverschiebung von {\displaystyle z=1{,}465}. Der Hubble-Radius startet gemäß Standardmodell der Kosmologie beim Urknall mit dem Wert Null, steigt anschließend stark bis zum heutigen Wert an und wird in 113 Milliarden Jahren bei einem Wert von 17,55 Milliarden Lichtjahren stagnieren. Der Hubble-Parameter ist entsprechend seit dem Urknall stark gefallen und fällt auch heute noch weiter bis zum Wert {\displaystyle \textstyle c\,{\sqrt {\!\Lambda \!/3}}} = 55,708 km/s·Mpc in einem leeren Universum ({\displaystyle \Lambda } ist die Kosmologische Konstante).

## Ereignishorizont
Der Ereignishorizont gibt an, wie weit ein Objekt heute maximal von der Erde entfernt sein darf, sodass sein Licht die Erde in einem theoretischen Grenzwert in der unendlichen Zukunft gerade noch prinzipiell erreichen kann. Es scheint zunächst, dass diese Entfernung deckungsgleich mit dem Hubble-Radius sein müsste, da Lichtstrahlen die Erde gerade dann nie erreichen können, wenn sie in einem Bereich ausgesendet werden, der sich mit Überlichtgeschwindigkeit von der Erde entfernt. Tatsächlich liegt der Ereignishorizont etwas weiter entfernt, da sich der Hubble-Radius noch vergrößert. Im Standardmodell liegt der Ereignishorizont bei {\displaystyle {\sqrt {3/\Lambda }}=17{,}55} Mrd. Lichtjahren. Durch die Dynamik der Ausdehnung des Universums wächst der Hubble-Radius mit der Zeit an. Daher werden in Zukunft manche Objekte beobachtbar werden, die heute bzw. zur Zeit der Emission des Lichtes noch hinter dem damaligen Hubble-Radius waren. Andererseits werden Objekte, die hinter dem endgültigen Hubble-Radius verschwinden, für immer unsichtbar bleiben.
Ereignisse und Objekte hinter dem kosmologischen Ereignishorizont stehen in keinem kausalen Zusammenhang mit der Menschheit. Es kann von dort keinerlei Information zur Menschheit gelangen. Dies schließt nicht aus, dass Objekte beim Blick in die Vergangenheit sichtbar sind, selbst wenn sie selbst nie innerhalb des Hubble-Radius waren. So stammt z. B. die Hintergrundstrahlung von Regionen, die damals über 41 Millionen Lichtjahre entfernt waren, was dem 62-fachen des damaligen Hubble-Radius von 660.000 Lichtjahren entspricht, und heute sind sie 45 Milliarden Lichtjahre entfernt, was gut dem dreifachen heutigen Hubble-Radius entspricht. Dies ist durch die Verlangsamung der absoluten Expansion und die Vergrößerung des Hubble-Radius möglich.